# Adrian Plass

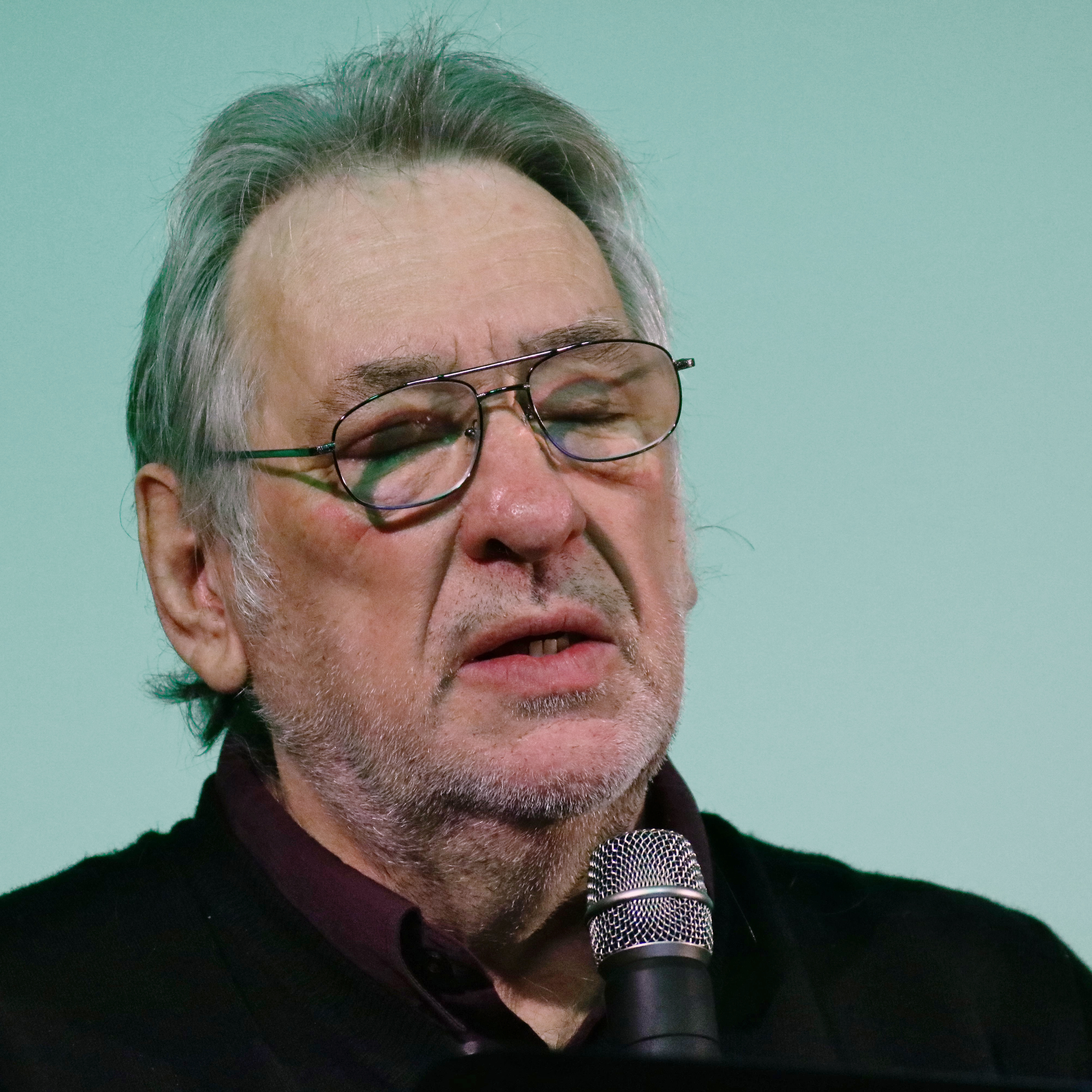
Adrian Plass 2017

Adrian Plass (* 4. August 1948 in Royal Tunbridge Wells) ist ein christlicher britischer Schriftsteller. In Deutschland ist er vor allem durch seine satirische Tagebuch-Serie als der fromme Chaot bekannt.

## Leben
Nach einer abgebrochenen Schauspielausbildung nahm Plass eine Arbeitsstelle in einem Haus für sozial geschädigte Kinder an.
Im deutschen Sprachraum wurde er in den 1990er Jahren schlagartig bekannt mit seinem Erstlingswerk Tagebuch eines frommen Chaoten, das ironisch-kritisch das Leben in einer evangelikalen Gemeinde schildert. In den Folgejahren wurde er mit seinen Büchern zu einem der beliebtesten christlichen Autoren aus England.
Adrian Plass ist Mitglied der Church of England und lebte mit seiner Frau Bridget und seinen vier Kindern in Hailsham, Sussex/England. 1986 erschien seine Autobiographie The Growing-up Pains of Adrian Plass. Plass arbeitete mit bei Focus on the Family. Bei deren Radio Theatre spielte er in der Miniserie Father Gilbert Mysteries mit. Er sprach die Hauptrolle, Father Louis Gilbert, einen ehemaligen Londoner Polizeidetektiv, der anglikanischer Priester wurde und jetzt geheimnisvolle Fälle im fiktiven Sussexdorf Stonebridge löst. 2010 zog er mit seiner Frau um nach Yorkshire und seit 2012 lebt er im County Durham.
Im Frühjahr 2006 wurde seine Novelle Der Besuch von Zeljka Morawek an Schauplätzen in Stuttgart verfilmt.

## Bücher

### Die Tagebuch-Serie
- 1990 Tagebuch eines frommen Chaoten (The Sacred Diary of Adrian Plass Aged 37 3/4), Brendow Verlag, Moers, ISBN 3-87067-391-5
- 1991 Andromedas Briefe (The Horizontal Epistles of Andromeda Veal)
- 1993 Die theatralischen Tonbänder des Leonard Thynn (The Theatrical Tapes of Leonard Thynn)
- 1997 Die rastlosen Reisen des frommen Chaoten (The Sacred Diary of Adrian Plass, Christian Speaker Aged 45 3/4)
- 2003 Das Tour-Tagebuch des frommen Chaoten (The Sacred Diary of Adrian Plass, on Tour: Aged Far Too Much to Be Put on the Front Cover of a Book)
- 2013 Der fromme Chaot auf Gemeindefreizeit (The Sacred Diary of Adrian Plass Aged 62 3/4: Adrian Plass and the Church Weekend), Brendow Verlag, Moers, ISBN 978-3-86506-523-0

### Andachtsbücher
- 1995 Gesprengte Mauern. Ein Andachtsbuch bis zur Auferstehung (The Unlocking)
- 1998 Stürmische Zeiten. Neue Kraft für jeden Tag (When You Walk: Company and Encouragement for Ordinary Followers of Jesus Who Sometimes Find the Going a Bit Tough)
- 1999 Ich setze auf die Hoffnung
- 2000 Warum ich Jesus folge. Das Glaubensbekenntnis des frommen Chaoten (Why I Follow Jesus)
- 2000 Unser Andachtsbuch (Sammelband von Gesprengte Mauern und das von seiner Frau verfasste Er steht auf deiner Seite)
- 2002 Lasst die Enten doch rückwärts fliegen (Never Mind the Reversing Ducks (Read Mark and Inwardly Digest))
- 2005 Im Nebel auf dem Wasser gehen (Jesus Tender, Safe and Extreme)
- 2007 Jetzt reicht’s aber (Blind Spots in the Bible)
- 2008 Unterwegs in stürmischen Zeiten. Neue Kraft für jeden Tag. (When you walk: Readings for Ordinary Fellowship of Jesus Who Sometimes Find the Going a Bit Through)

### Essays
- 1992 Ansichten aus Wolkenkuckucksheim (View from a Bouncy Castle)
- 1996 O Herr, laß mich (k)ein Kohlkopf sein (Cabbages for the King)

### Familie-Robinson-Serie
- 1995 Streß-Familie Robinson (Stress Family Robinson)
- 1999 Ein Haus voller Robinsons (Stress Family Robinson 2)
- 2002 Alle meine Robinsons (Sammelband der oben genannten)

### Gedichtbände
- 1996 Lernen, wie man fliegt (Learning to fly)
- 1998 Wenn ich einmal im Himmel bin - und andere Gedichte (Clearing Away The Rubbish)

### Kurzgeschichtensammlungen
- 1994 Warum es kein Verbrechen war, Onkel Reginald zu töten (The Final Boundary)
- 1997 Und der Grashalm sprach... (Father to the Man)

### Sonstiges
- 1992 Die steile Himmelsleiter (The Growing-up Pains of Adrian Plass)
- 1999 Adrians Adventskalender (Nur auf Deutsch erschienene Sammlung)
- 1993 Ein Außerirdischer im Kirchenschiff (An Alien at St. Wilfred’s)
- 1997 Mr. Harpers Traum vom Leben (Broken Windows, Broken Lives)
- 1999 Adrians Extrablatt (A Year at St. Yorick’s)
- 2000 Adrians Neuer Adventskalender (Nur auf Deutsch erschienene Sammlung)
- 2001 Jesus kam bis Bangladesh (Colours of Survival)
- 2001 Der Besuch (The Visit)
- 2001 Ein Lächeln auf dem Gesicht Gottes (A Smile on the Face of God)
- 2002 Das Wiedersehen (Ghosts)
- 2006 Darky Green (The Battle for Darky Green)
- 2006 Licht im Herzen der Finsternis (The Son of God is Dancing - A Message of Hope)
- 2007 Bratwurst mit Senf und Seelenheil (Bacon Sandwich and Salvation)
- 2009 Der Grashalm - Die kleine Geschichte einer großen Entscheidung (aus: Father to the Men)
- 2009 Heiliger Schein (Looking Good, Being Bad)
- 2010 Mr. Harper und seine Jungs (Neuauflage unter neuem Titel von Mr. Harpers Traum vom Leben, 1997)
- 2011 Anekdoten frommer Chaoten (Seriously Funny) (mit Jeff Lucas)
- 2017 Der Schattendoktor (The Shadow Doctor)

## Videos
- Plass Hysteria (1992) (Word WV9001) (VHS)
- Sacred Video of Adrian Plass (DVD)
- A Touch of Plass (DVD)
- Der Besuch (DVD) von Zeljka Morawek nach dem gleichnamigen Roman von Adrian Plass

## CDs
- Preaching to the Converted (noch nicht veröffentlicht)